# Harvey Pekar

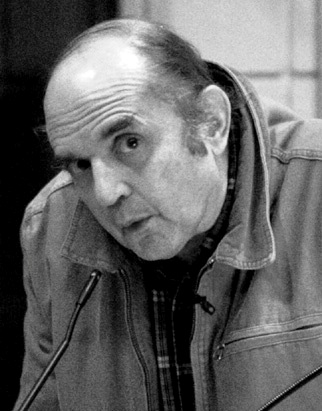
Harvey Pekar

Harvey Pekar (* 8. Oktober 1939 in Cleveland, Ohio; † 12. Juli 2010 in Cleveland Heights, Ohio) war ein US-amerikanischer Comicautor. Mit der Comicserie American Splendor über seinen eigenen Alltag erfand er ein neues Comicgenre.

## Leben und Wirken
Pekar stammte aus einer polnisch-jüdischen Familie, seine Eltern waren aus Białystok in die Vereinigten Staaten ausgewandert und sprachen zuhause Jiddisch. Nach einem Militärdienst bei der US-Marine, arbeitete Pekar 35 Jahre lang als Archivar in einem Krankenhaus. Ende der 1950er Jahre schrieb er als Jazzkritiker für Magazine wie Down Beat, Jazz Review und verschiedene britische Zeitschriften. In den 1960er Jahren lernte er den Künstler Robert Crumb kennen und entwickelte die Idee, eine Comicserie über seinen eigenen, wenig glamourösen Alltag zu schreiben. Er nannte sie American Splendor.
Pekar zeichnete nicht selbst, sondern konnte unter anderem seinen Freund Crumb sowie andere Zeichner dazu gewinnen. American Splendor gewann einen stabilen Kreis an Fans und in den späten 1980er Jahren brachte es Pekar zu acht Auftritten in David Lettermans Show.
Das Leben und das Werk von Pekar wurden von Shari S. Berman und Robert Pulcini 2003 unter dem Titel American Splendor verfilmt.
Pekar war mit der Autorin Joyce Brabner (1. März 1952 bis 1. August 2024) verheiratet. Gemeinsam mit ihr schrieb er Our Cancer Year, ein autobiografisches Buch über seinen Kampf gegen den Krebs.

## Preise und Auszeichnungen
- 1987: American Book Award für die erste American Splendor-Anthologie
- 1995: Harvey Award Best Graphic Album of Original Work (für Our Cancer Year)[4]

## Werke
- American Splendor: The Life and Times of Harvey Pekar (Doubleday, 1986)
- More American Splendor (Doubleday, 1987) ISBN 0-385-24073-2
- The New American Splendor Anthology (Four Walls Eight Windows, 1991) ISBN 0-941423-64-6
- Our Cancer Year, mit Joyce Brabner und Frank Stack (Four Walls Eight Windows, 1994) ISBN 1-56858-011-8
- American Splendor Presents: Bob & Harv's Comics, mit R. Crumb (Four Walls Eight Windows, 1996) ISBN 1-56858-101-7
- American Splendor: Unsung Hero, mit David Collier (Dark Horse, 2003) ISBN 1-59307-040-3
- American Splendor: Our Movie Year (Ballantine Books, 2004) ISBN 0-345-47937-8
- Best of American Splendor (Ballantine Books, 2005) ISBN 0-345-47938-6
- The Quitter, mt Dean Haspiel (DC/Vertigo, 2005) ISBN 1-4012-0399-X
- Ego & Hubris: The Michael Malice Story, mit Gary Dumm (Ballantine Books, 2006) ISBN 0-345-47939-4
- Macedonia, mit Heather Roberson und Ed Piskor (Ballantine Books, 2006) ISBN 0-345-49899-2
- American Splendor: Another Day (DC/Vertigo, 2007) ISBN 978-1-4012-1235-3
- Students for a Democratic Society: A Graphic History (Hill and Wang, 2008) ISBN 978-0-8090-9539-1
- American Splendor: Another Dollar (2009) ISBN 978-1-4012-2173-7
- The Beats (2009) ISBN 978-0-285-63858-7
- Studs Terkel's Working: A Graphic Adaptation (2009) ISBN 978-1-59558-321-5